# Toyoki Hasegawa
Toyoki Hasegawa (født 18. april 1986) er en tidligere japansk fodboldspiller.
Han har spillet for flere forskellige klubber i sin karriere, herunder Sagan Tosu.